# Крупченко, Александр Васильевич
Александр Васильевич Крупченко (16 октября 1928 года, село Козловка — 10 июня 1999 года, Мариуполь, Украина) — передовик производства, бригадир слесарей-сантехников Ждановского специализированного управления № 572 треста «Донбассантехмонтаж» Министерства монтажных и специальных строительных работ СССР, Донецкая область, Украинская ССР. Герой Социалистического Труда (1978).

## Биография
Родился 16 октября 1928 года в крестьянской семье в селе Козловка (сегодня — Неклиновский район Ростовской области). Окончил пять классов и в 1944 году — ФЗО № 103.
В 1956 году назначен бригадиром слесарей-сантехников Ждановского спецуправления № 572 треста «Донбассантехмонтаж». Принимал участие в строительстве новых цехов Ждановского металлургического завода имени Ильича и завода «Азовсталь».
В 1978 году был удостоен звания Героя Социалистического Труда за выдающиеся трудовые достижения.

## Награды
- Герой Социалистического Труда — указом Президиума Верховного Совета СССР от 8 июня 1978 года
- Орден Ленина
- Орден Трудового Красного Знамени.